# Capuchinos (metro de Caracas)
Capuchinos es una estación del Metro de Caracas de 7800 metros cuadrados de construcción, además de ser subterránea, con 2 niveles y un doble andén de tipo central. Está ubicada en la Avenida San Martín de la ciudad Capital. Inicialmente pertenecía solamente a la Línea 2 del sistema, pero con la construcción de la línea 4 y las modificaciones realizadas en ella (modificación de Andenes para hacerlos dobles, cambios de los pisos, aire acondicionado, colores, etc), se incorporó como el inicio del tramo Capuchinos-Plaza Venezuela. Sus remodelaciones concluyeron, el 30 de junio de 2006, y fue reinaugurada, el 18 de julio del mismo año. Es aledaña a la Plaza Capuchinos, de la cual toma su nombre.

## Obras artísticas
En la mezzanina de la estación, se encuentra instalada la obra Flash (1989), de Miguel Borelli, instalada al año de ser abierta la estación. Se trata de una escultura realizada en fibra de vidrio que busca representar el relámpago y los fogonazos de luz.